# Blacus schimitscheki
Blacus schimitscheki är en stekelart som beskrevs av Haeselbarth 1974. Blacus schimitscheki ingår i släktet Blacus och familjen bracksteklar. Inga underarter finns listade.